# Štěpánka
Štěpánka je ženské jméno odvozené od mužského jména Štěpán. Stejného původu jsou jména Štěpána, Štefana a Štefanie a cizojazyčný ekvivalent Stefanie. Vykládá se jako Věncem korunovaná. Svátek má 31. října.

## Statistické údaje
Následující tabulka uvádí četnost jména v ČR a pořadí mezi ženskými jmény ve srovnání dvou roků, pro které jsou dostupné údaje MV ČR – lze z ní tedy vysledovat trend v užívání tohoto jména:
| Rok       | Četnost    | Pořadí   |
| 1999      | 12 575     | 81.      |
| 2002      | 12 256     | 82.      |
| Porovnání | o 319 méně | o 1 hůře |

Změna procentního zastoupení tohoto jména mezi žijícími ženami v ČR (tj. procentní změna se započítáním celkového úbytku žen v ČR za sledované tři roky) je -1,8%.

## Známé Štěpánky

### Šlechtičny
- Štěpánka, královna navarrská – manželka krále Garcíi Sáncheze III.
- Štěpánka Kastilská – nemanželská dcera Alfonse VII. Leónského a Kastilského
- Štěpánka z Milly, paní z Oultrejordainu – vlivná postava v Jeruzalémském království
- Štěpánka z Milly, paní z Gibeletu – vlivná postava v Jeruzalémském království, sestřenice předchozí Štěpánky z Milly
- Štěpánka Hohenzollernsko-Sigmaringenská – královna portugalská, provdaná za krále Pedra V.
- Štěpánka de Beauharnais – francouzská manželka bádenského velkovévody Karla Ludvíka Fridricha
- Štěpánka Belgická – dcera Leopolda II. Belgického a manželka rakouského korunního prince Rudolfa
- Štěpánka, kněžna zu Windisch-Graetz – rakouská umělkyně, dcera arcivévodkyně Alžběty Rakouské
- Princezna Štěpánka Monacká – nejmladší dítě Grace Kellyové a knížete Rainiera Monackého
- Štěpánka, dědičná velkovévodkyně lucemburská – belgická šlechtična

### Další
- Štěpánka Haničincová – česká herečka a moderátorka
- Štěpánka Hilgertová – česká sportovkyně-vodní slalomářka, dvojnásobná olympijská vítězka
- Štěpánka Křesťanová – česká herečka
- Štěpánka Šmídová – česká brankářka v pozemním hokeji
- Štěpánka Štěpánová – česká operní pěvkyně
- Štěpánka Bořková – česká beerpongová šampionka

## Další použití jména Štěpánka
- Štěpánka (rozhledna) – rozhledna v Jizerských horách